# Melpomene bicavata
Melpomene bicavata là một loài nhện trong họ Agelenidae.
Loài này thuộc chi Melpomene. Melpomene bicavata được Frederick Octavius Pickard-Cambridge miêu tả năm 1902.